# كرات النفثالين

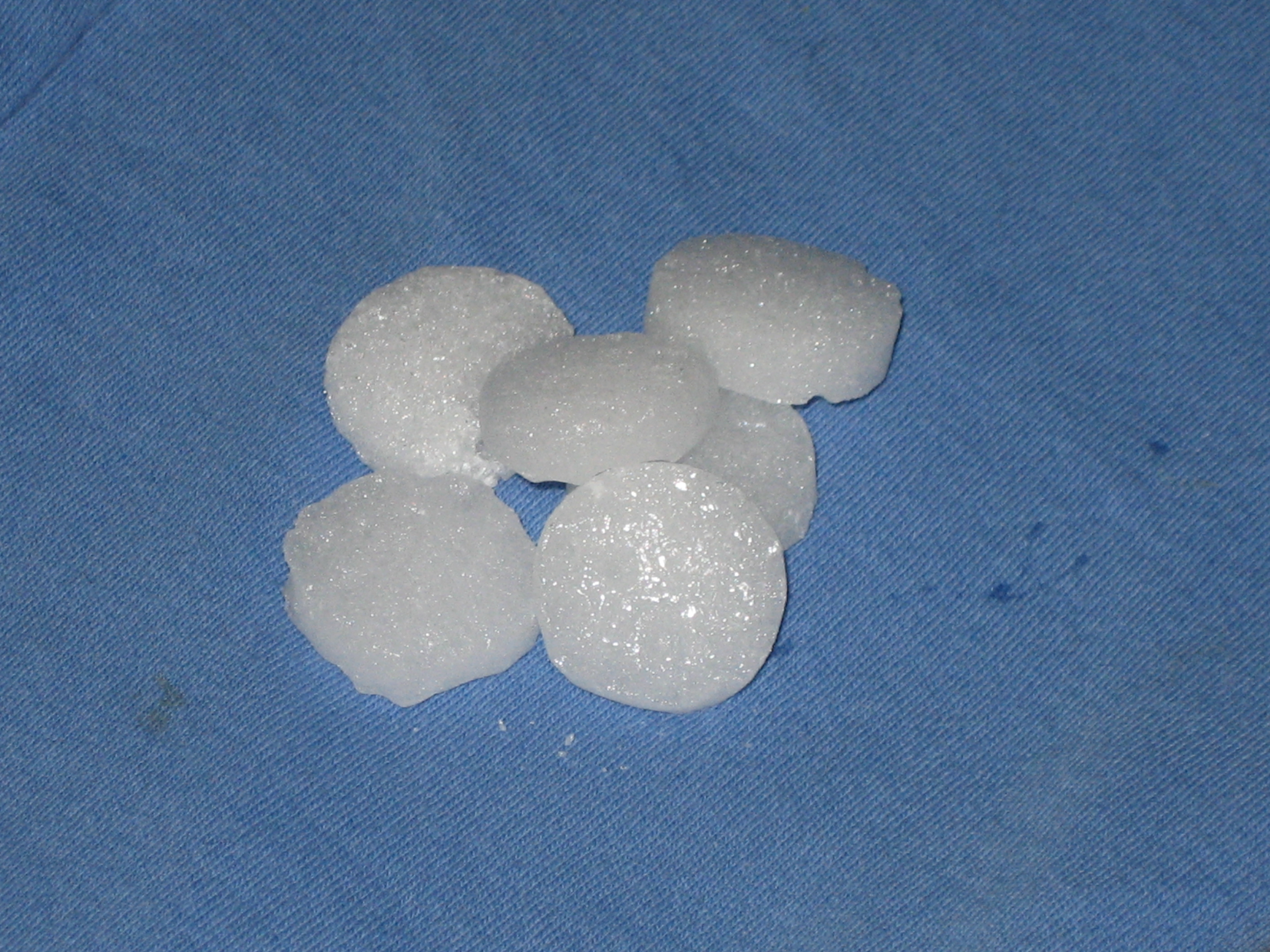
النفثالين

كرات النفثالين وقد تردُ باسمِ كرات العث في بعض المصادر هي كراتٌ صغيرةٌ من مبيدات الآفات الكيميائية ومزيل العرق، تُستخدَم أحيانًا عند تخزين الملابس والمواد الأخرى المعرضة للتلف من يرقات العفن أو العثة (خاصة عث الملابس).

## المكوّنات
تتكون كرات النفثالين القديمة بشكل أساسي من النفثالين، ولكن نظرًا لقابلية النفثالين للاشتعال، تستخدم العديد من تركيبات كرات النفثالين الحديثة 1,4 ثنائي كلورو بنزين. قد تكون الصيغة الأخيرة أقل قابلية للاشتعال إلى حد ما، على الرغم من أن كلتا المادتين الكيميائيتين لهما نفس تصنيف معيار الرابطة الوطنية للوقاية من الحرائق رقم 704 لقابلية الاشتعال. يتم أيضًا تصنيف المادة الكيميائية الأخيرة بشكل مختلف على أنها شبه ثنائي كلورو البنزين أو بي-ثنائي كلورو البنزين وغير ذلك، مما يجعل من الصعب تحديد ما لم تكن كل هذه الاختصارات معروفة للمشتري المحتمل. كل من هاتين الصيغتين لها رائحة قوية ونفاذة غالبًا ما ترتبط بالنفثالين. يخضع كل من النفثالين و1،4 ثنائي كلورو بنزين للتسامي، مما يعني أنهما ينتقلان من الحالة الصلبة مباشرة إلى الغاز، هذا الغاز سام للعث ويرقات العثة. بسبب المخاطر الصحية لـ 1,4 ثنائي كلورو بنزين، وقابلية النفثالين للاشتعال، تستخدم أحيانًا مواد أخرى مثل الكافور.

## الاستخدامات
يتم تخزين كرات النفثالين في أكياس محكمة الغلق مصنوعة من البلاستيك غير التفاعلي مثل البولي إيثيلين أو البولي بروبلين (قد تتحلل أو تنعم اللدائن الأخرى). يجب أن تكون الملابس المراد حمايتها مختومة داخل حاويات محكمة الإغلاق؛ وإلا فإن الأبخرة سوف تميل إلى الهروب إلى البيئة المحيطة. تحذر تعليمات الشركة المصنعة بانتظام من استخدام كرات النفثالين لأي غرض بخلاف الأغراض المحددة في العبوة، حيث أن هذه الاستخدامات ليست ضارة وضارة فحسب، بل تُعتبر أيضًا غير قانونية في كثير من الأحيان.
على الرغم من استخدامه أحيانًا كطارد للثعابين، إلا أن استخدام كرات النفثالين كطارد للقوارض أو السنجاب أو الخفافيش يعد أمرًا غير قانوني في العديد من المناطق، ويميل إلى التسبب في إزعاج ومخاطر أكثر على البشر من الآفات المستهدفة. ومع ذلك، يستمر الإعلان عن كرات النفثالين على أنها طارد للسنجاب وهي مكون في بعض منتجات طارد الحشرات والثعابين التجارية.

## المخاطر الصحية
قررت وزارة الصحة والخدمات الإنسانية الأمريكية (DHHS) أن 1.4-ثنائي كلورو بنزين «قد يُتوقع بشكل معقول أن يكون مادة مسرطنة». وقد أشارت الدراسات التي أجريت على الحيوانات إلى ذلك، على الرغم من عدم إجراء دراسة بشرية واسعة النطاق. يعتبر البرنامج الوطني لعلم السموم (NTP) والوكالة الدولية لأبحاث السرطان (IARC) وولاية كاليفورنيا مادة 1.4-ثنائي كلورو بنزين مادة مسرطنة.
يمكن أن يتسبب التعرض لكرات النفثالين في حدوث انحلال دم حاد (فقر الدم) لدى الأشخاص المصابين بنقص هيدروجيناز الجلوكوز 6 فوسفات. تصنف الوكالة الدولية لبحوث السرطان النفثالين على أنه مادة مسرطنة محتملة للإنسان والحيوانات الأخرى. تشير الوكالة الدولية لبحوث السرطان إلى أن التعرض الحاد يسبب إعتام عدسة العين لدى البشر والجرذان والأرانب والفئران. تم الإبلاغ عن أن التعرض المزمن لأبخرة النفثالين يسبب أيضًا إعتام عدسة العين ونزيف الشبكية. بموجب اقتراح كاليفورنيا 65، تم إدراج النفثالين على أنه «معروف لدى الولاية بأنه يسبب السرطان».
كشفت الأبحاث في جامعة كولورادو في بولدر عن آلية محتملة للتأثيرات المسرطنة لكرات العث وبعض أنواع معطرات الجو. بالإضافة إلى مخاطر الإصابة بالسرطان، من المعروف أن كرات النفثالين تسبب تلف الكبد والكلى. 1,4-ثنائي كلورو بنزين هو سم عصبي. لقد تم إساءة استخدامه كمستنشق، مما تسبب في مجموعة متنوعة من التأثيرات السمية العصبية. تم حظر كرات النفثالين التي تحتوي على النفثالين داخل الاتحاد الأوروبي منذ عام 2008.

## البدائل
هناك دائل لكرات النفثالين للتحكم في عث الملابس تشمل التنظيف الجاف والتجميد والكنس الشامل والغسيل بالماء الساخن. يستخدم الكافور أيضًا كطارد للعث، خاصة في الصين. على عكس النفثالين وثاني كلورو البنزين، فإن الكافور له تطبيقات طبية ولا يعتبر مادة مسرطنة، على الرغم من أنه سام في الجرعات الكبيرة. كما يستخدم خشب الأرز الأحمر والزيت كطارد بديل للعثة. تعتبر المصائد الفيرمونية أيضًا أداة تشخيصية فعالة ويمكن أن تكون في بعض الأحيان أداة تحكم فعالة لحماية الملابس الثمينة.

## في الثقافة الشعبية
النفثالين كفعل له معنى مجازي في اللّغة الإنجليزيّة، بمعنى «التوقف عن العمل في فكرة أو خطة أو وظيفة، ولكن تركها بطريقة يمكن أن يستمر العمل بها في المستقبل». كلمة «Mothballed» هي صفة شائعة لوصف السفن أو الطائرات التي يتم تخزينها لفترات طويلة، ولكن لا يتم إرسالها للطيران أو الإبحار.

## أنظر أيضا
- كتل مزيل الروائح الكريهة للبول - تحتوي بعض الأنواع على مواد كيميائية مشابهة لكرات النفثالين

## روابط خارجية
- النفثالين (النفثالين وباراديكلوروبنزين) - مركز معلومات المبيدات الوطني
- فعالية كرات النفثالين نسخة محفوظة 7 سبتمبر 2006 على موقع واي باك مشين. - مختبر أرجون الوطني